# اکتن

۱-اکتن

اکتن (به انگلیسی: Octene) با فرمول شیمیایی C8H16 یک ترکیب شیمیایی از نوع آلکنها است؛ که دارای ایزومرهای شناخته شده زیادی است که بستگی به موقعیت پیوند دوگانه روی زنجیره کربن دارد.
ساده‌ترین ایزومر آن ۱-اکتن و آلفا اولفین هستند که بعنوان کو-مونومر در فرایند پلیمرزاسیون پلی‌اتیلن استفاده می‌شود.